# Vliegclub Hoogeveen

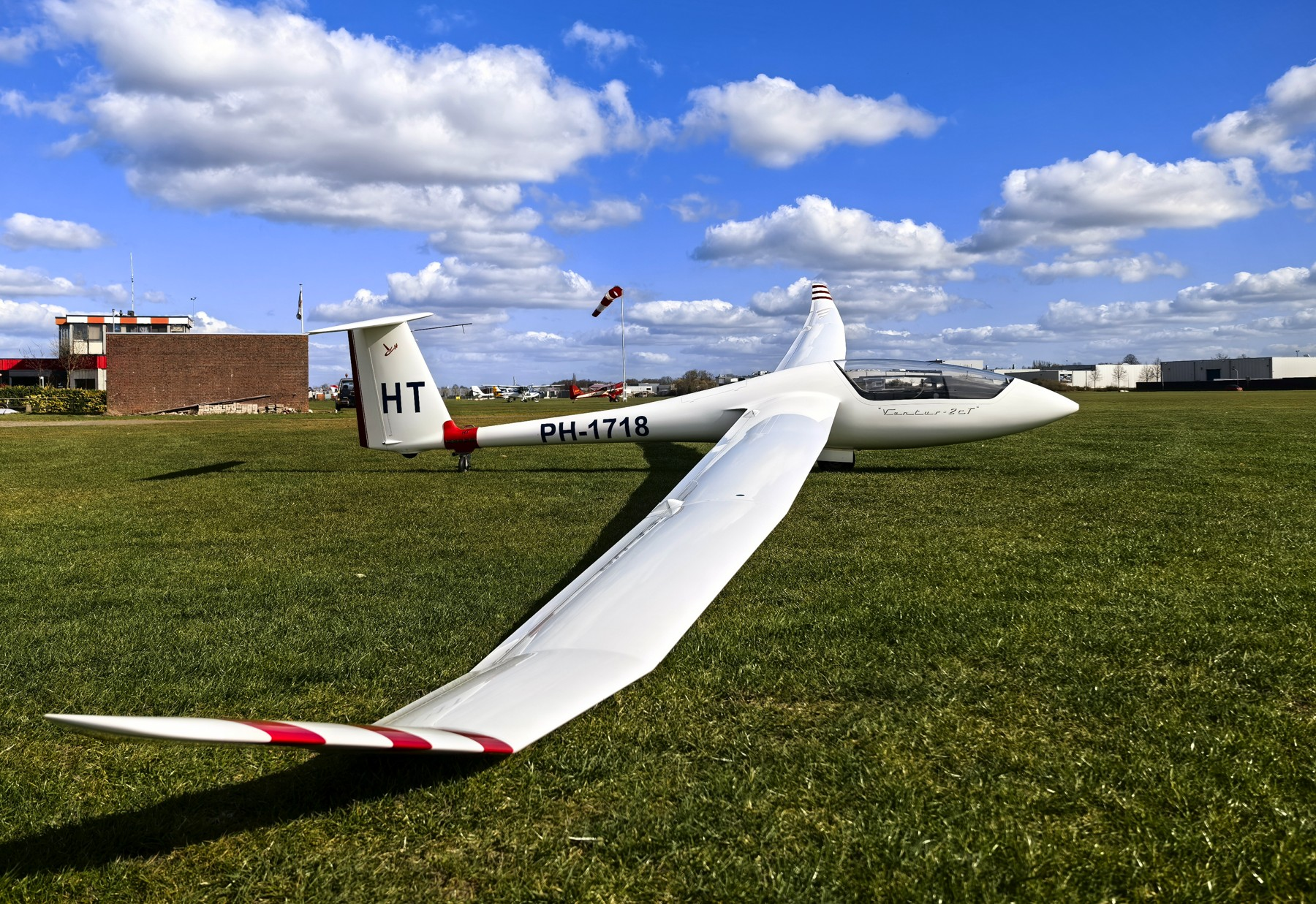
Ventus 2cT zweefvliegtuig met hulpmotor op Vliegveld Hoogeveen

De Vliegclub Hoogeveen (VCH)  is een zweefvliegclub, gevestigd op Vliegveld Hoogeveen.

## Aanzetten
Eind jaren dertig waren er al vergevorderde plannen voor een zweefvliegclub in Hoogeveen, onder de naam Hoogeveensche Zweefvliegclub De Snip. Initiatiefnemer en eerste voorzitter was Frederik G. Sluis, eigenaar van timmerfabriek Houtbouw. Met al gauw dertig leden bouwde men in de werkplaats van Houtbouw een eigen zweefvliegtuig. Voor het vliegen had de club in 1938 een terrein te Fluitenberg, maar later koos men voor Fort, bij Zuidwolde, waar op 9 september 1939 een vliegterrein geopend zou worden. Op 1 september begon echter de Poolse Veldtocht die de Tweede Wereldoorlog in gang zette. Zweefvliegen werd daarna verboden en dat maakte een eind aan de activiteiten. Kort na de oorlog liet de De Snip weer van zich horen: men had de beschikking gekregen over een stuk heideveld bij het voormalig Joods werkkamp Gijsselte en riep in januari 1946 Drenten op om daar te komen vliegen.
De huidige Vliegclub Hoogeveen is in juni 1966 opgericht als Zweefvliegclub Hoogeveen (ZCH) en op 6 mei 1967 begon de club officieel met zijn activiteiten. De oprichters waren een medewerker van het toenmalige N.V. Lichtwerk, later Fokker, en drie zweefvliegers van het voormalige zweefvliegveld Witten: Wim Doedijns, Jan van der Kooy en Frits Blanke.
In 1986 werd het 20-jarig bestaan gevierd met onder andere een vliegshow.

## Anno 2021
Volgens eigen opgave telt de club circa honderd leden waarvan zo'n twintig jeugdleden. De hangar, gebouwd in de jaren tachtig, is later uitgebreid met diverse werkplaatsen en briefingrooms. Tevens zijn een clubhuis en een camping aanwezig.

## De opleiding
De VCH verzorgt intern de volledige praktische training om te leren zweefvliegen of motorzweefvliegen. De theoretische opleiding wordt in samenwerking met de NNZC Veendam verzorgd gedurende de wintermaanden.

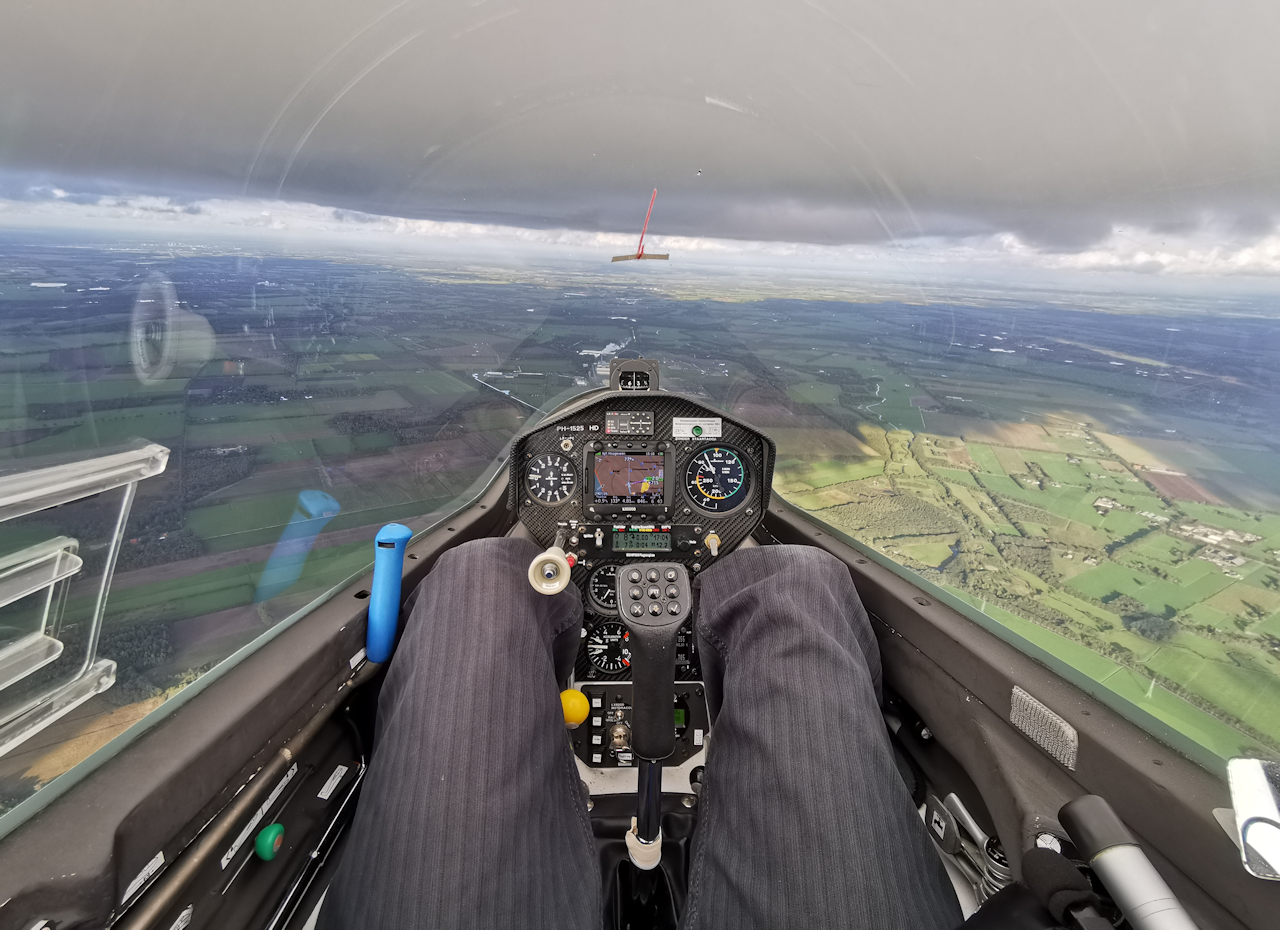
DG-1000T in de buurt van Hoogeveen

## Zweefvliegen vanaf Hoogeveen
Het eerste vliegtuig in eigendom van de VCH was de Slingsby T.30a Prefect PH-197, een eenzits zweefvliegtuig in houtbouwwijze, aangekocht in 1969; het heeft een klein jaar dienstgedaan. In de loop der jaren heeft de club een grote diversiteit aan zweef- en sleepvliegtuigen gebruikt. Anno 2021 beschikt de club over acht kunststof zweefvliegtuigen, variërend van tweepersoons opleidingstoestellen tot éénpersoons wedstrijdvliegtuigen. Doorgaans wordt gestart achter het sleepvliegtuig van de club, omdat het opslepen gelijktijdig met het andere vliegverkeer op het vliegveld mag plaatsvinden, in tegenstelling tot de lierstart. In de ochtend en avond kan daarentegen alleen door middel van een lier gestart worden. Bij gunstige omstandigheden zijn driehoeksvluchten van 500 kilometer vanaf Vliegveld Hoogeveen geen uitzondering. Veel van deze vluchten maken gebruik van de stad Hoogeveen of bijvoorbeeld het Dwingelderveld om thermiek te vinden, om de route voort te zetten in het voor Nederlandse begrippen vrije luchtruim boven Drenthe.
Het circuit voor zweefvliegtuigen ligt aan de zuidkant van de landingsbaan, waarbij men zich meldt op de frequentie van Vliegveld Hoogeveen 127,355 MHz (Hoogeveen Radio). Aan de noordkant van het veld bevindt zich het circuit voor motorvliegtuigen; de ligging van de dropzone voor parachutisten is windafhankelijk.